# Lipa (Tomislavgrad)
Pour les articles homonymes, voir Lipa.
Lipa (en cyrillique : Липа) est un village de Bosnie-Herzégovine. Il est situé dans la municipalité de Tomislavgrad, dans le canton 10 et dans la fédération de Bosnie-et-Herzégovine. Selon les premiers résultats du recensement bosnien de 2013, il compte 331 habitants.

## Histoire
Sur le territoire du village, les nécropoles de Lipa (I, II et III) abritent en tout 335 stećci, un type particulier de tombes médiévales, et 11 tombes cruciformes ; l'ensemble est inscrit sur la liste des monuments nationaux de Bosnie-Herzégovine.

## Démographie

### Évolution historique de la population dans la localité
| 1948 | 1953 | 1961 | 1971 | 1981 | 1991 | 2013 |
| ---- | ---- | ---- | ---- | ---- | ---- | ---- |
| -    | -    | 360  | 386  | 346  | 349  | 331  |

|  |